# 熱中小学校
熱中小学校（ねっちゅうしょうがっこう）は、一般社団法人熱中学園が中心となって運営している廃校などを用いた大人の学びの機会をつくる地域活性化プロジェクトである。

## 概要
日本アイ・ビー・エム元常務の堀田一芙らが「もういちど7歳の目で世界を…」を掲げて、山形県高畠町の旧時沢小学校で始めたプロジェクトである。旧時沢小学校が学園ドラマの熱中時代のロケ地であったことが名称の由来である。一般社団法人熱中学園と連携する形で、各地の運営者が地域の廃校などを改装して開校するという形態をとっており、2023年時点で、日本国内21箇所とアメリカのシアトルに開設されている。
半年間を1期とし、3年間（6期）で卒業するシステムで、入学者は月に1,2回程度登校して起業家やアーティスト、大学教授らがボランティアで登壇する授業を受講する。また、授業外の課外活動として、地元素材を活用した製品開発や農業の六次産業化などの部活動や、他地域の熱中小学校を訪問する修学旅行なども行われている。

## 沿革
- 2015年 - 高畠熱中小学校開校[1]
- 2016年 - グッドデザイン賞受賞[8]
- 2019年 - 一般社団法人熱中学園設立[4]

## 一覧
- 高畠熱中小学校（山形県高畠町）
- 高岡熱中寺子屋（富山県高岡市）
- 八丈島熱中小学校（東京都八丈町）
- とかち熱中小学校（北海道帯広市）
- とくしま上板熱中小学校（徳島県上板町）
- 宮崎こばやし熱中小学校（宮崎県小林市）
- 熱中小学校東京分校（東京都）
- 信州たかもり熱中小学校（長野県高森町）
- 紀州くちくまの熱中小学校（和歌山県上富田町）
- こうち仁淀ブルー熱中小学校（高知県須崎市）
- とっとり琴浦熱中小学校（鳥取県琴浦町）
- シアトル熱中小学校（アメリカ合衆国）
- 熱中小学校　萩明倫館（山口県萩市）
- 熱中小学校　白老分校（北海道白老町）
- 熱中小学校丸森復興分校（宮城県丸森町）
- ちば銚子熱中小学校（千葉県銚子市）
- きもつき熱中小学校（鹿児島県肝付町）
- ひとよしくま熱中小学校（熊本県人吉市）
- 紀州かつらぎ熱中小学校（和歌山県かつらぎ町）
- わかやま熱中小学校（和歌山県和歌山市）
- 食の熱中小学校

## 著名な講師
- 若宮正子（情報・世界最高齢プログラマ）[9]
- 青野慶久（生活科・サイボウズ社長）[10]
- 浮川和宣（国語・ジャストシステム創業者）[10]
- 大間ジロー（音楽・オフコースの元ドラマー）[10]